# Rio de Janeiro
Rio de Janeiro (pron. italiana [ˈrio deʒaˈnɛiro], lett. "Fiume di gennaio"; in portoghese [ˈʁi.u d(ʒi) ʒɐˈne(j)ɾu]) è una città del Brasile, capitale dello Stato di Rio de Janeiro, la seconda città del Brasile dopo San Paolo e prima di Brasilia. Fu la capitale del Brasile dal 1763 fino al 1960.
È famosa per le sue attrattive turistiche tra cui spiccano le spiagge di Copacabana e Ipanema, la gigantesca statua Art Déco del Cristo Redentore, situata sul monte del Corcovado, il monte del Pan di Zucchero (Pão de Açúcar), con la sua funivia, e il suo annuale carnevale, il secondo più celebre al mondo e la più grande foresta all'interno di un'area urbana, la foresta di Tijuca.
È al centro della scena internazionale, avendo ospitato alcuni dei più grandi eventi mondiali degli ultimi anni: nel 2007 i XV Giochi panamericani, nel 2013 la XXVIII Giornata mondiale della gioventù, nel 2016 i giochi della XXXI Olimpiade, e il Campionato del mondo di calcio 2014. L'attuale sindaco è Eduardo da Costa Paes, in carica dal 1º gennaio 2021.

## Geografia fisica

### Territorio
La città occupa il margine occidentale della baia di Guanabara e alcune delle sue isole, come la Governador e Paquetá, e si sviluppa su strette pianure alluvionali inserite tra le montagne e le colline circostanti.

### Clima
Secondo la classificazione dei climi di Köppen Rio de Janeiro ha un clima tropicale della savana (Aw), caratterizzato da una stagione delle piogge che va da dicembre a marzo e che nell'emisfero australe coincide con l'estate.
La temperatura minima media annuale è di circa 21 °C, la temperatura media massima è di 27,2 °C, e la temperatura media è di 24,1 °C. La precipitazione media annua è di 1 173 mm. Temperature attorno ai 10 °C (poco più o anche poco meno) sono ovviamente molto rare, quasi nell'ordine dell'eccezionalità, di notte possono riscontrarsi nell'hinterland e/o nei quartieri più alti e periferici, distanti dall'oceano e nel periodo di giugno-luglio-agosto, aeree esposte verso sud al vento e alle masse d'aria di origine antartica in salita fin verso latitudini torride. La temperatura può variare (entro un certo intervallo relativamente limitato) a seconda della quota, della distanza dalla costa, e del tipo di vegetazione. L'inverno porta temperature miti e minori precipitazioni rispetto all'estate.
Temperature massime nell'ordine dei 28 °C comunque si verificano lungo tutto l'anno, sono presenti anche nel periodo più temperato (giugno-luglio) seppur poco di frequente, dipende dall'area considerata dell'enorme estensione urbana. La temperatura effettiva non supera quasi mai i 40 °C ma la percepita tutti gli anni può arrivare a 45 °C o talvolta oltre durante l'estate australe; tuttavia nel febbraio 2010 la temperatura massima effettiva raggiunta è stata di 46 °C. Lo stesso anno Rio è stata la seconda città più calda al mondo dopo Accra nel Ghana.
Lungo la costa, soffia la brezza alternativamente da e verso l'entroterra, modificando di conseguenza la temperatura e l'umidità relativa. A causa della sua posizione geografica, la città durante l'autunno e l'inverno è spesso raggiunta da fronti di aria fredda in avanzata dall'Antartide. Nel periodo estivo possono avere luogo rovesci di forte intensità, aumentando il rischio di inondazioni e frane. L'area montana registra una maggiore piovosità, costituendo una barriera al vento umido di provenienza atlantica.
| Rio de Janeiro (1961–1990) | Mesi  | Mesi  | Mesi  | Mesi  | Mesi | Mesi | Mesi | Mesi | Mesi | Mesi | Mesi | Mesi  | Stagioni | Stagioni | Stagioni | Stagioni | Anno    |
| Rio de Janeiro (1961–1990) | Gen   | Feb   | Mar   | Apr   | Mag  | Giu  | Lug  | Ago  | Set  | Ott  | Nov  | Dic   | Est      | Aut      | Inv      | Pri      | Anno    |
| -------------------------- | ----- | ----- | ----- | ----- | ---- | ---- | ---- | ---- | ---- | ---- | ---- | ----- | -------- | -------- | -------- | -------- | ------- |
| T. max. media (°C)         | 29,4  | 30,2  | 29,4  | 27,8  | 26,4 | 25,2 | 25,3 | 25,6 | 25,0 | 26,0 | 27,4 | 28,6  | 29,4     | 27,9     | 25,4     | 26,1     | 27,2    |
| T. min. media (°C)         | 23,3  | 23,5  | 23,3  | 21,9  | 20,4 | 18,7 | 18,4 | 18,9 | 19,2 | 20,2 | 21,4 | 22,4  | 23,1     | 21,9     | 18,7     | 20,3     | 21,0    |
| Precipitazioni (mm)        | 114,1 | 105,3 | 103,3 | 137,4 | 85,6 | 80,4 | 56,4 | 50,5 | 87,1 | 88,2 | 95,6 | 169,0 | 388,4    | 326,3    | 187,3    | 270,9    | 1 172,9 |
| Giorni di pioggia          | 12    | 9     | 9     | 10    | 8    | 6    | 6    | 6    | 9    | 10   | 11   | 13    | 34       | 27       | 18       | 30       | 109     |

## Storia
L'area su cui sorge Rio de Janeiro venne raggiunta il 1º gennaio 1502 da esploratori portoghesi nel corso di una spedizione, guidata da Gaspar de Lemos, che comprendeva anche l'italiano Amerigo Vespucci. Poiché gli europei inizialmente credettero che la baia di Guanabara fosse la foce di un fiume, la chiamarono di fatto "Rio de Janeiro" (ossia "fiume di gennaio" in portoghese).  Gli Indios di etnia Tupi che abitavano la baia di Guanabara chiamarono i nuovi arrivati carioca (kara' iwa = uomo bianco e oka = casa, da cui carioca = casa dei bianchi).
La zona dove oggi sorge la città venne inizialmente esplorata da coloni francesi, i quali fondarono la colonia chiamata Francia Antartica, in violazione del trattato di Tordesillas.
La città venne fondata il 1º marzo 1565 dal cavaliere portoghese Estácio de Sá, dopo la sconfitta e la seguente espulsione dei francesi dal territorio coloniale brasiliano, che la chiamò São Sebastião do Rio de Janeiro, in onore del santo (ancor oggi patrono della città) del quale portava il nome il suo sovrano, re Sebastiano I del Portogallo. Per secoli l'insediamento fu comunemente chiamato semplicemente São Sebastião e non con la seconda parte del suo nome, per l'appunto, Rio de Janeiro. La città venne spesso attaccata dai pirati, in particolare da quelli nemici del Portogallo, come olandesi e francesi.
Alla fine del XVI secolo la corona portoghese cominciò a considerare la località come un punto strategico per il transito atlantico delle navi che viaggiavano tra Brasile, colonie africane ed Europa. Vennero costruite delle fortezze e costituita un'alleanza con le tribù native per difendere l'insediamento dagli invasori - la vicina Niterói, per esempio, venne fondata da un capo indigeno, Arariboia, per aiutarne la difesa.
Il punto esatto dove venne fondata Rio si trova ai piedi del famoso Pan di Zucchero. Più tardi, l'intera città venne spostata entro una palizzata in cima a un colle, imitando la strategia medievale europea di difesa dei castelli fortificati - il luogo venne da allora chiamato Morro do Castelo (collina del castello). Quindi la città si sviluppò dall'attuale centro in direzione sud e ovest, un movimento urbano riscontrabile ancor oggi.

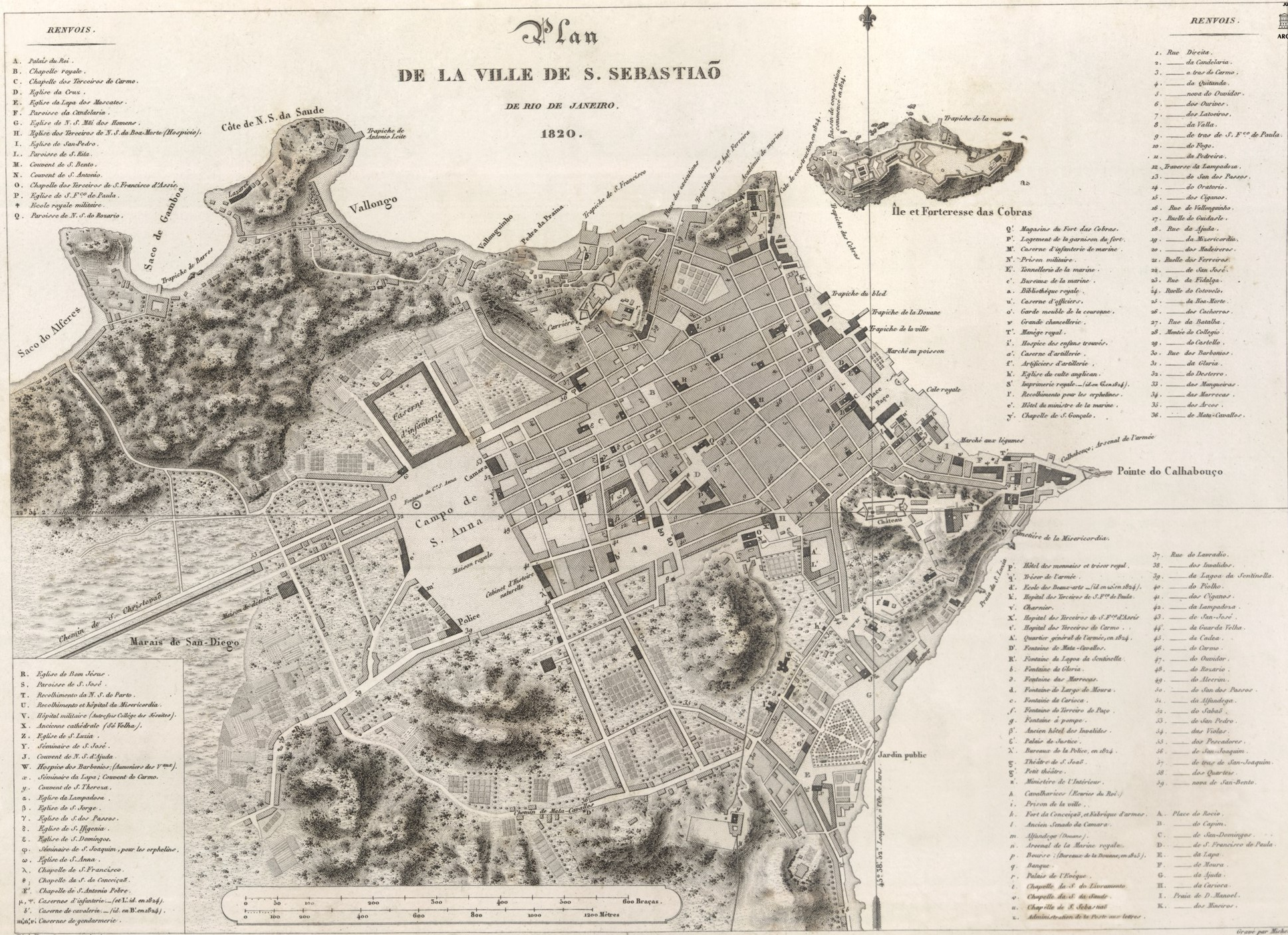
Mappa della città di Rio de Janeiro nel 1820, poi capitale del Regno Unito di Portogallo, Brasile e Algarve, con il trasferimento della corte in Brasile

Fino all'inizio del XVIII secolo, la città fu minacciata o invasa da diversi pirati e bucanieri, soprattutto francesi come Jean-François Duclerc e René Duguay-Trouin. Dopo il 1720, quando i portoghesi trovarono l'oro nel vicino capitanato di Minas Gerais, Rio de Janeiro divenne un utile porto per imbarcare le ricchezze, piuttosto di Salvador, più distante dalle miniere. Nel 1763 l'amministrazione coloniale dell'America portoghese venne spostata a Rio.

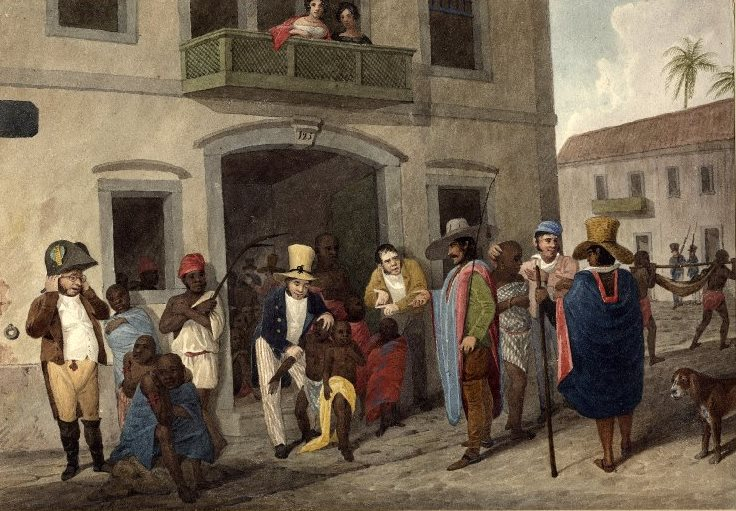
Il mercato degli schiavi nei primi dell'Ottocento a Rio

La città rimase essenzialmente una capitale coloniale fino al 1808, quando la famiglia reale portoghese e gran parte dei nobili di Lisbona, fuggendo dall'invasione napoleonica del Portogallo, vi si trasferirono. La capitale del regno venne trasferita a Rio, che divenne quindi l'unica capitale europea al di fuori dell'Europa. Siccome non c'era spazio né strutture urbane per accomodare centinaia di nobili, molti abitanti vennero semplicemente sfrattati dalle loro abitazioni.
Quando il principe Pedro dichiarò l'indipendenza del Brasile nel 1822, decise di tenere Rio de Janeiro come capitale del suo nuovo impero, sebbene la regione della città stesse perdendo importanza - economica e politica - nei confronti di San Paolo.
L'Ato Adicional del 1834 definiva la capitale del Brasile, Rio de Janeiro, quale Município Neutro, distaccandola amministrativamente dallo Stato di Rio de Janeiro. Tale situazione si protrasse di fatto anche in seguito alla proclamazione della Repubblica, con Rio de Janeiro che assunse la denominazione di Distrito Federal, come indicato nella costituzione brasiliana del 1891.
La città ospitò nel 1922 l'Esposizione Internazionale del Centenario dell'Indipendenza. I piani per spostare la capitale al centro del territorio nazionale vennero presi in considerazione quando il presidente Juscelino Kubitschek venne eletto nel 1955 e si insediò nel 1956, con la promessa di costruire la nuova capitale. Kubitschek riuscì nella costruzione di Brasilia, con grandi costi, entro il 1960. Il 21 aprile di quell'anno la capitale del Brasile venne spostata da Rio a Brasilia.
Nel 1960, in seguito al trasferimento della capitale a Brasilia, il vecchio Distrito Federal divenne lo Stato di Guanabara. Tale entità venne riunificata il 15 marzo 1975 allo Stato di Rio de Janeiro, che ritornò quindi alla situazione territoriale precedente al 1834, avendo quale capitale Rio de Janeiro.

## Monumenti e luoghi d'interesse

### Architetture civili
Il centro della città ospita svariati esempi di stili e architetture di epoche diverse, soprattutto l'eclettismo e l'Art déco:
- Edificio Joseph Gire, in stile déco costruito tra il 1927 ed il 1929.[6]
- Edificio Mayapan, in stile déco costruito nel 1940.[7][8]
- Edificio Metrópole, edificio che ha ospitato diversi uffici ed anche ambasciate.
- Palazzo Pedro Ernesto, sede della camera municipale della città, costruito tra il 1921 ed il 1923.
- Palazzo Tiradentes, in stile eclettico costruito nel 1926.[9]Veduta di palazzo Tiradentes.

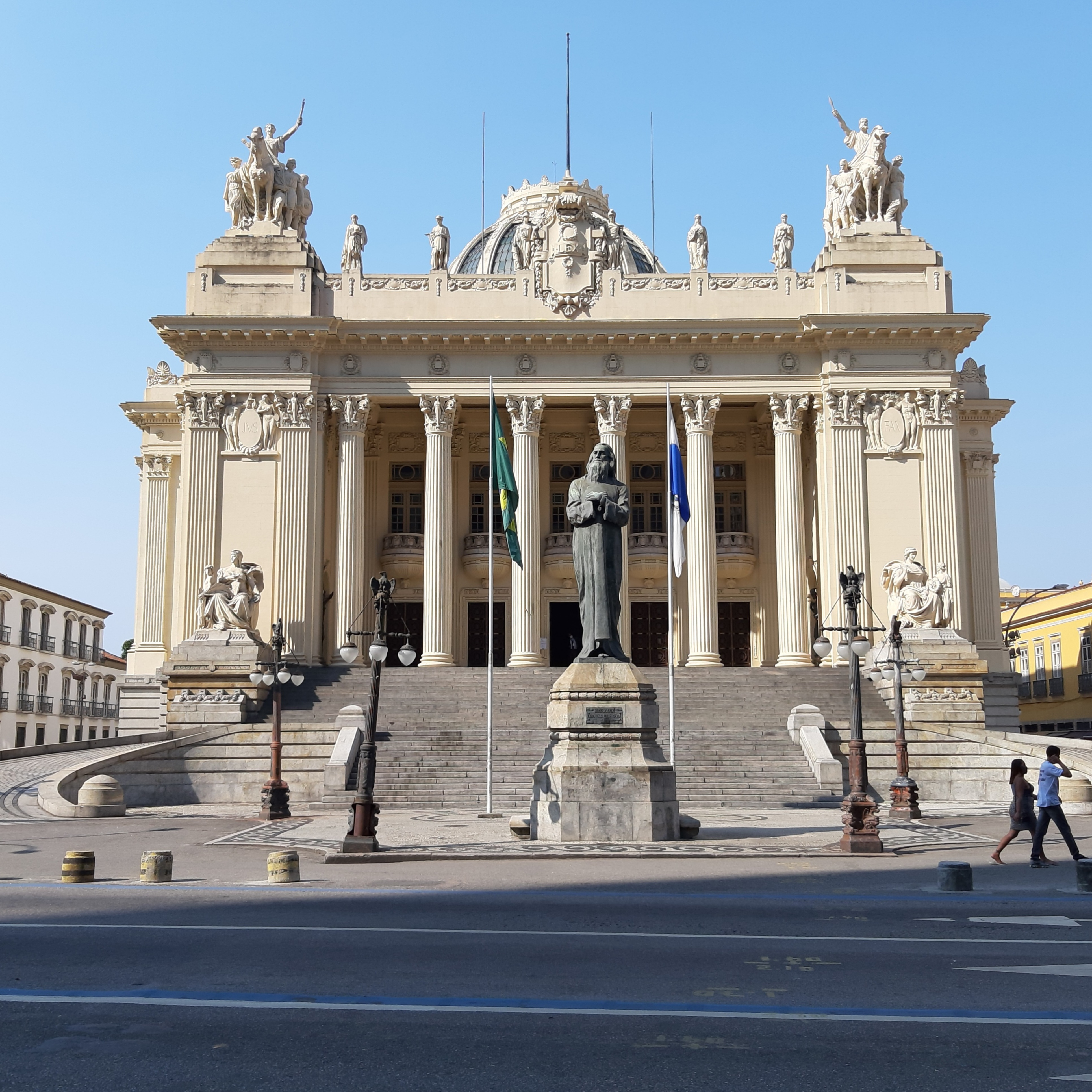
Veduta di palazzo Tiradentes.

## Società

### Evoluzione demografica
| Anno | Abitanti |
| ---- | -------- |
| 1680 | 4 000    |
| 1750 | 29 000   |
| 1800 | 43 000   |
| 1807 | 50 000   |
| 1820 | 113 000  |
| 1830 | 125 000  |
| 1840 | 141 000  |
| 1851 | 166 000  |
| 1860 | 198 000  |
| 1872 | 275 000  |
| 1884 | 357 300  |
| 1890 | 522 700  |
| 1900 | 811 400  |

| Anno | Abitanti  |
| ---- | --------- |
| 1911 | 870 000   |
| 1920 | 1 157 900 |
| 1929 | 1 469 000 |
| 1940 | 1 563 800 |
| 1950 | 2 375 280 |
| 1960 | 3 300 431 |
| 1970 | 4 251 918 |
| 1980 | 5 090 723 |
| 1991 | 5 480 768 |
| 1996 | 5 551 538 |
| 2000 | 5 857 904 |
| 2005 | 6 023 699 |
| 2006 | 6 136 652 |

### Origini della popolazione

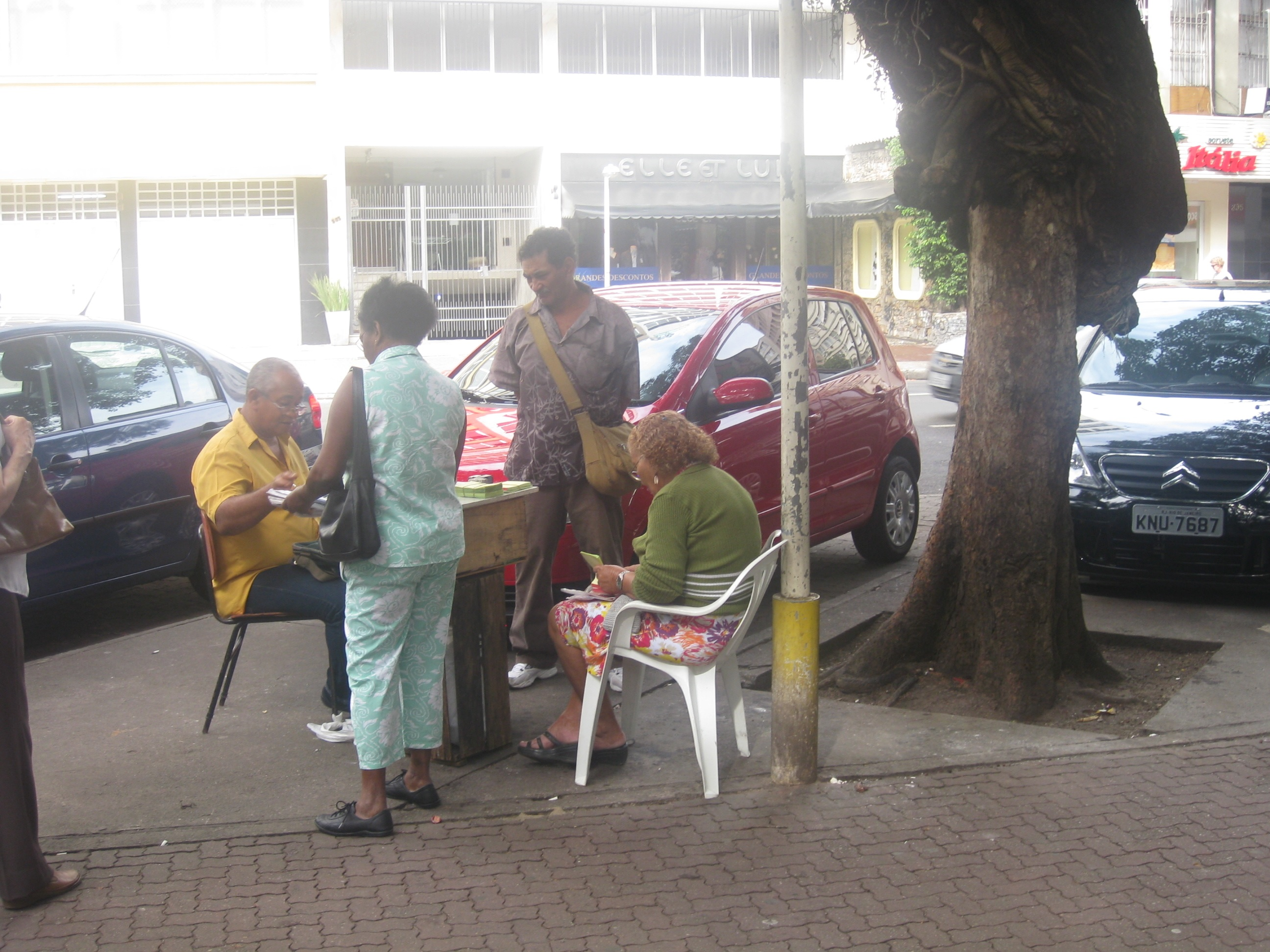
Abitanti di Rio de Janeiro

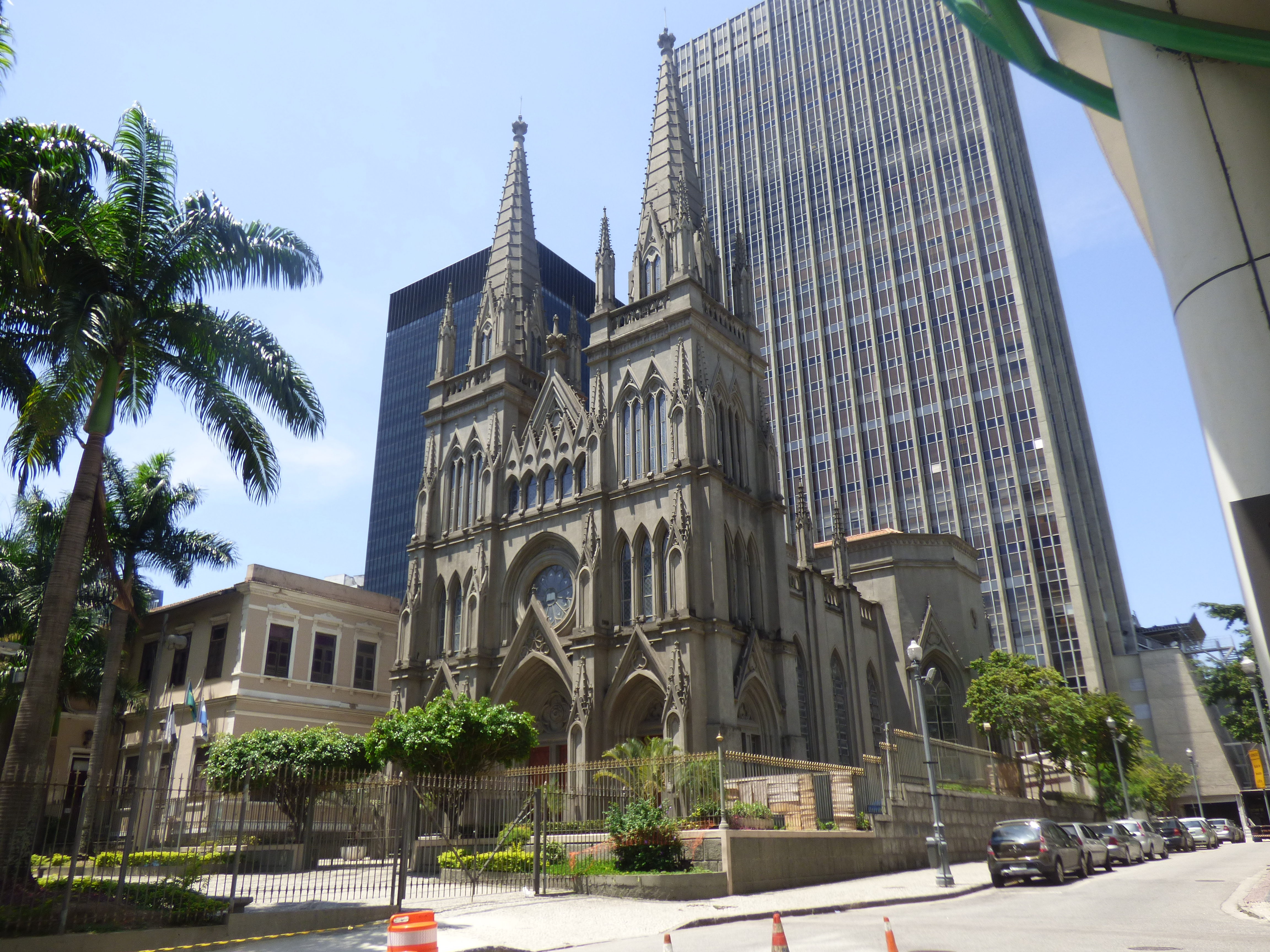
Chiesa presbiteriana nel centro della città

L'attuale popolazione di Rio de Janeiro è il risultato della mescolanza storica di europei, africani e índios. Secondo un sondaggio, la popolazione della città è composta da bianchi (53,6%) (6 207 702); pardos (marrone) 33,6% (3 891 395); neri 12,3% (1 424 529); e asiatici o índios 0,5% (57 908).
Prima dell'arrivo dei portoghesi la regione era abitata da diversi gruppi indigeni, che furono sterminati o assimilati dagli europei. Rio de Janeiro è da sempre meta di immigrati portoghesi. Il censimento ha dimostrato che i portoghesi erano una grande parte della popolazione della città. Durante il XIX e XX secolo la città aveva una grande concentrazione di immigrati portoghesi, la più grande comunità portoghese di tutto il Brasile. Nel 1890 gli immigrati portoghesi erano il 20,36% della popolazione della città di Rio de Janeiro (106 461 persone). Brasiliani nati da madre o padre portoghesi erano il 30,84% della popolazione della città (161 203 persone). Cioè i portoghesi o i loro figli erano il 51,2% degli abitanti di Rio, per un totale di 267 664 persone. Nel 1890, secondo un'altra ricerca, i portoghesi erano il 24% della popolazione di Rio de Janeiro e il 68% della popolazione straniera. Nel 1920 i portoghesi erano il 15% della popolazione della città e il 71% degli stranieri. Nel 1950 i lusitani sono stati ridotti al 10% della popolazione, nonostante la presenza di 196 000 abitanti portoghesi, e poi la terza città al mondo con più portoghesi, dietro solo a Lisbona e Porto.
Nel XIX secolo Rio de Janeiro aveva la più grande popolazione urbana di schiavi nelle Americhe, superando anche Salvador e New Orleans. Gli africani erano provenienti da diverse regioni dell'Africa, ma erano per lo più di Cabinda, a nord del Congo, Benguela, Mozambico, Angola e Luanda. Gli schiavi nati in Brasile differivano dagli africani e possono essere suddivisi in tre gruppi. Il primo era composta da crioulos, nati da africani in Brasile. I pardos, meticci, in particolare con i portoghesi. Infine i cabras, il risultato di una mescolanza di popoli, tra cui gli índios. Nel 1849 il 43,51% della popolazione di Rio era nera e 80 000 schiavi vivevano nella città.
A Rio de Janeiro c'è anche un'antica e numerosa comunità di origini italiane. Gli italiani che emigrarono a Rio de Janeiro erano per lo più meridionali, in particolare dalle province di Cosenza, Potenza e Salerno, e in numero minore, anche Napoli, Caserta e Reggio Calabria. Nel 1895 20 000 italiani vivevano a Rio de Janeiro, 30 000 nel 1901, 35 000 nel 1910, 31 920 nel 1920 e 22 768 nel 1940. Rio de Janeiro era un centro urbano che offriva una gamma di carriere alternative. Gli italiani a Rio de Janeiro erano soprattutto piccoli commercianti.

### Religione
| Religione       | Quota  | Numero    |
| --------------- | ------ | --------- |
| Cattolica       | 60,71% | 3 556 096 |
| Protestante     | 17,65% | 1 034 009 |
| Senza religione | 13,33% | 781 080   |
| Spirita         | 3,44%  | 201 714   |
| Umbanda         | 0,72%  | 71 946    |
| Ebraica         | 0,4%   | 23 862    |
| Altre           | 3,75%  | 219 656   |

## Cultura

### Istruzione
La città vanta molte università e centri di ricerca. L'università più prestigiosa è la Università Federale di Rio de Janeiro (UFRJ), una delle migliori dell'America Latina.
Altri atenei cittadini sono l'Universidade Federal do Estado do Rio de Janeiro (UNIRIO); l'Università statale di Rio de Janeiro (UERJ); la Pontificia Università Cattolica di Rio de Janeiro (PUC-Rio); la Fundação Getúlio Vargas (FGV); l'Instituto Militar de Engenharia (IME); l'Instituto Superior de Tecnologia em Ciências da Computação do Rio de Janeiro (IST-Rio); l'Instituto Nacional de Matemática Pura e Aplicada (IMPA) e il Centro Federal de Educação Tecnológica Celso Suckow da Fonseca (CEFET/RJ).

### Accademie e ricerca
A Rio hanno sede le accademie nazionali brasiliane, come l'Accademia brasiliana delle lettere e l'Accademia brasiliana delle scienze.
Nella città hanno sede anche istituzioni scientifiche quali l'Osservatorio nazionale di Rio de Janeiro e il Giardino botanico di Rio de Janeiro.

### Musei
- Museo nazionale delle belle arti
- Museo nazionale del Brasile

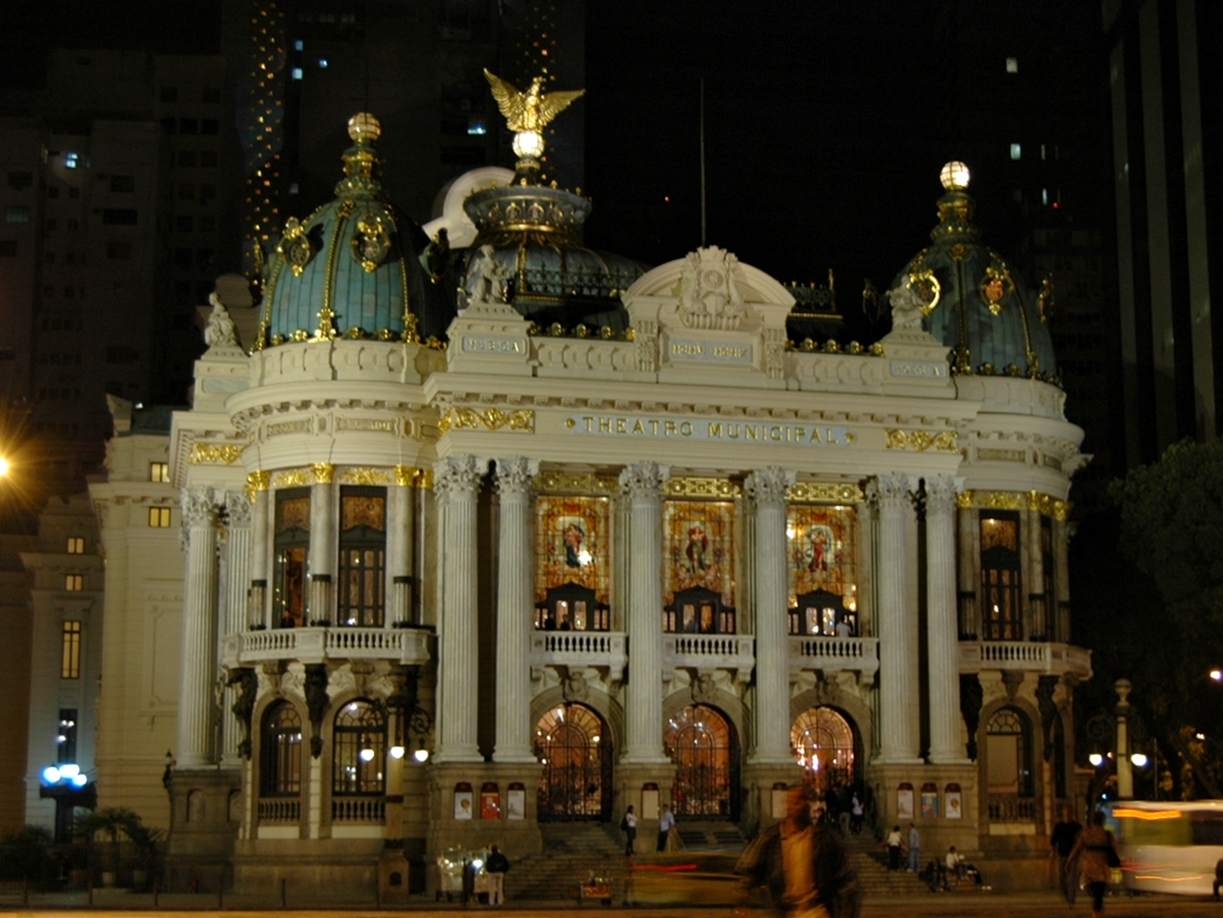
Teatro Municipal

- Museu Nacional dos Povos Indígenas
- Museo storico nazionale del Brasile
- Museo d'arte moderna di Rio de Janeiro
- Giardino botanico di Rio de Janeiro

### Biblioteche e archivi
La Biblioteca nazionale del Brasile è una delle più grandi del mondo e la più grande dell'America Latina.
Situata sulla piazza detta Cinelândia, la Biblioteca nazionale fu fondata dal re del Portogallo nel 1810. Ospita 48 236 fra libri e altri stampati.
A Rio si trova anche l'Archivio nazionale del Brasile.
Un'altra antica biblioteca e istituzione culturale di Rio è il Real Gabinete Português de Leitura, istituito nel 1837. Tale ente ha sede in un edificio storico situato in Rua Luís de Camões, n. 30, nel quartiere Centro.

### Teatri e musica
Il teatro dell'opera della metropoli brasiliana è il Teatro Municipal.
La Cidade das Artes ("città delle arti") è un centro culturale situato nel quartiere di Barra da Tijuca nella parte sudoccidentale della città.
Il centro è stato inaugurato nel 2013.
La maggiore orchestra sinfonica della città è l'Orchestra Sinfonica Brasiliana.

### Architetture religiose
- Chiesa di Nostra Signora del Monte Carmelo (antica cattedrale)
- Cattedrale di Rio de Janeiro (nuova cattedrale)
- Cattedrale presbiteriana di Rio de Janeiro
- Monastero di San Benedetto
- Chiesa di Nostra Signora della Concezione e della Buona Morte
- Chiesa di Nostra Signora di Lapa dei Mercanti
- Chiesa di Santa Lucia
- Chiesa del Santissimo Sacramento dell'Antica Sede

### Carnevale

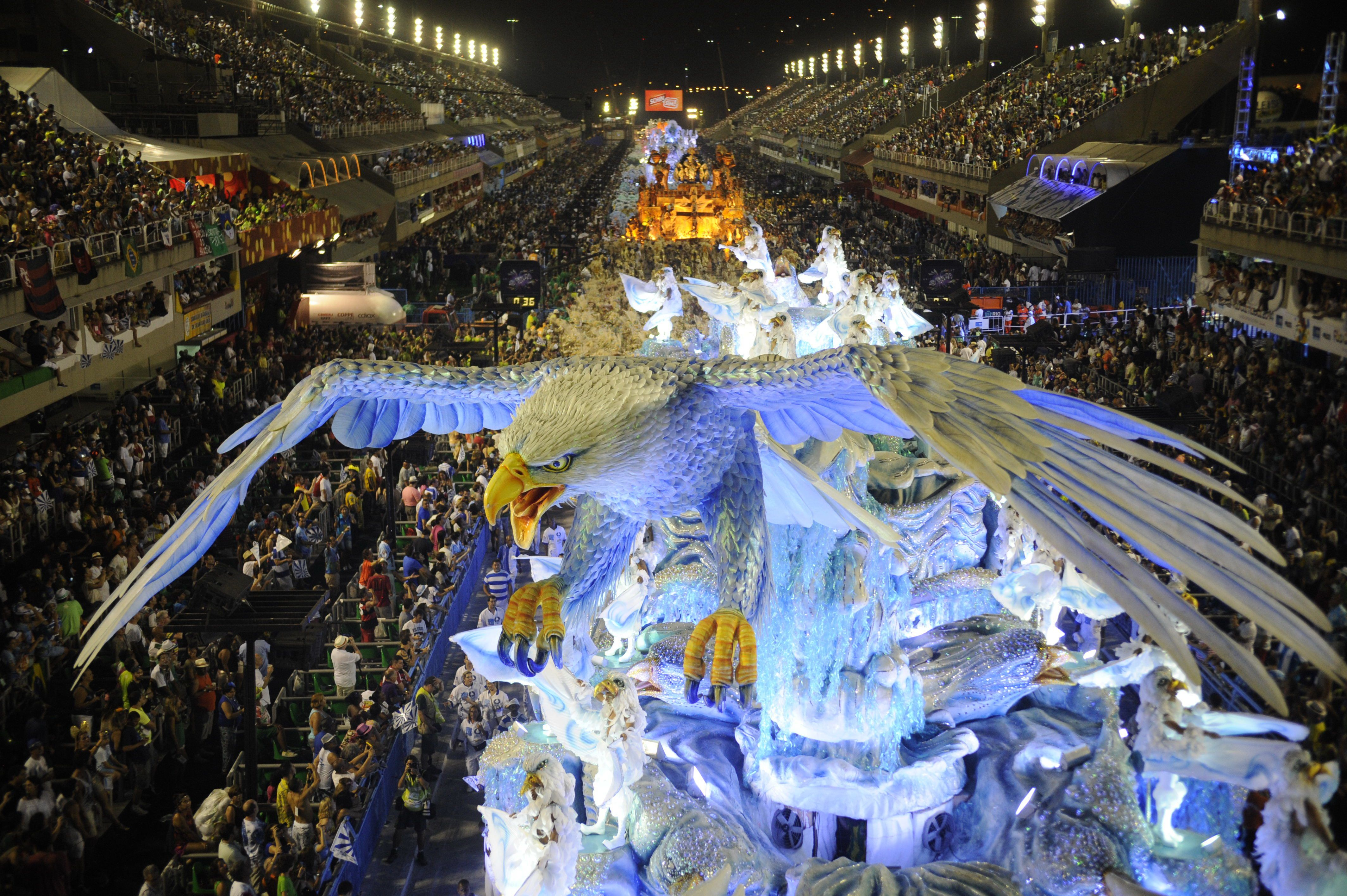
Carnevale di Rio

Il Carnevale di Rio de Janeiro è sicuramente la più significativa delle espressioni culturali brasiliane, dove si fondono arte, musica e divertimento in quattro giorni di "piacevole follia". Le sfilate si svolgono all'interno del Sambódromo, strada costeggiata da gradinate installate appositamente, dove sfilano le migliori scuole di samba della città.
Il carnevale di Rio offre diversi eventi, tra cui le famose parate delle Escolas de Samba nel Sambodromo di Rio de Janeiro e i popolari "blocos de carnaval" che sfilano praticamente in ogni angolo della città. I più famosi sono:
- Cordão do bola preta: sfila nel centro della città, è uno dei più tradizionali "bloco de carnaval".
- Banda de Ipanema: nonostante includa persone di tutte le età, estrazioni sociali e sesso, è oggi il bloco su cui convergono gay, transessuali e drag queen. Attraversa la spiaggia di Ipanema.
- Suvaco do Cristo: banda che sfila nel giardino botanico, proprio sotto il braccio della Statua del redentore. Il nome si traduce in "Ascella di Cristo" ed è stato scelto proprio per questo motivo.
- Bloco das Carmelitas: banda che prende il nome dal Convento delle Suore Carmelitane delle colline di Santa Tereza, dove il bloco sfila dal 1991.
- Simpatia é quase amor: banda storica creata nel 1985.
- Beija Flor.
- Salgueiro.
- Imperatriz leopoldinense.
- Mangueira.
- Portela.
- Unidos da Tijuca.
- Vila Isabel.

### XXVIII Giornata Mondiale della Gioventù
Nel 2011, a conclusione della XXVI Giornata Mondiale della Gioventù di Madrid, l'allora pontefice Benedetto XVI annunciò che l'edizione successiva si sarebbe tenuta due anni dopo a Rio de Janeiro, seconda città dell'America Latina a ospitare l'evento. Dal 23 al 29 luglio 2013 la città carioca vide ospitare oltre tre milioni e mezzo di giovani provenienti da tutto il pianeta, che si riunirono per i momenti salienti dell'evento presso la spiaggia di Copacabana. Questa fu la prima GMG del papa Francesco, eletto pochi mesi prima, che diede particolarmente attenzione al tema delle periferie e delle favelas.

## Geografia antropica

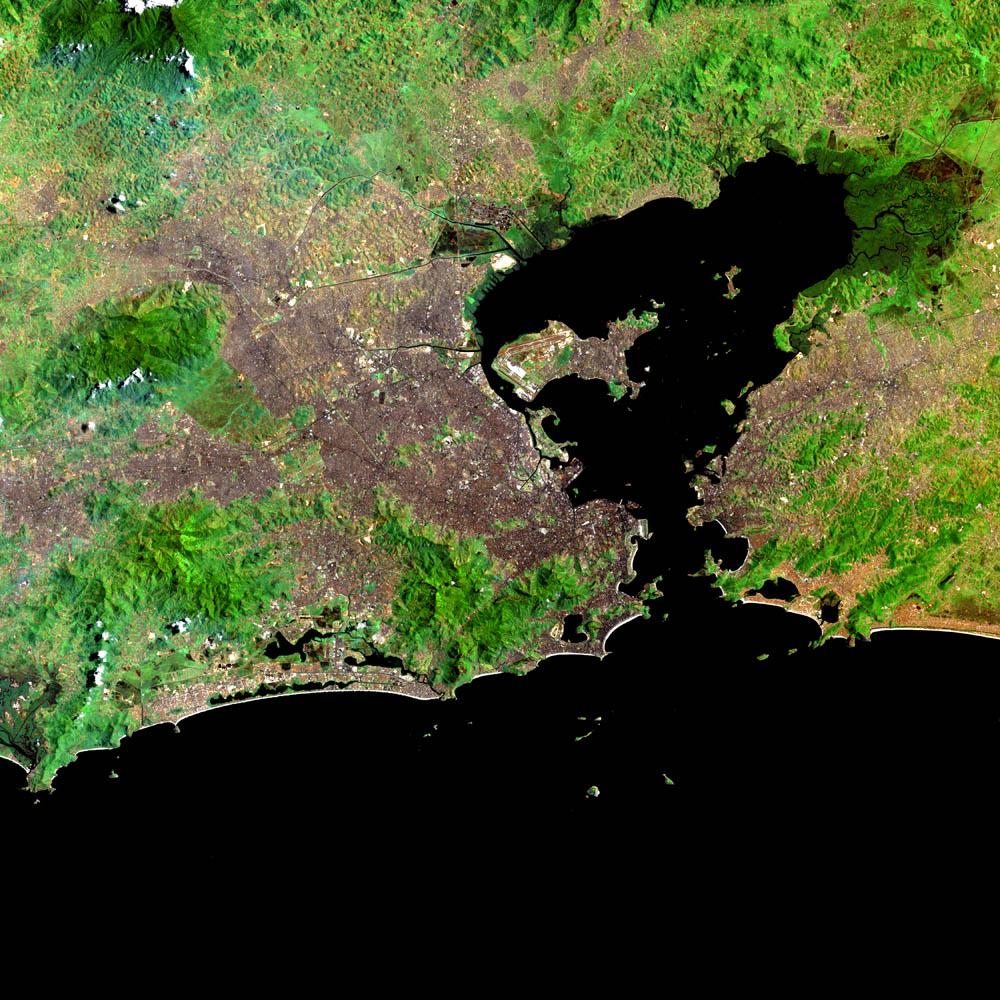
Un'immagine satellitare della NASA di Rio de Janeiro

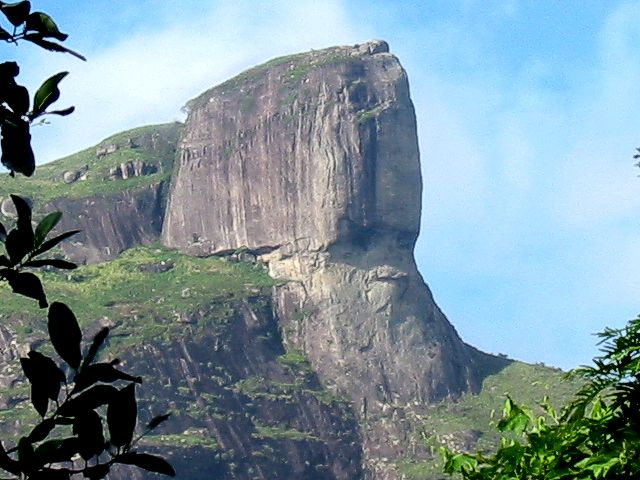
Pedra da Gávea, Rio de Janeiro. Costituisce la vetta di una rupe granitica che prende il suo nome, per la sua forma, dal termine portoghese che indica la coffa di una nave ("Pietra della coffa").

Storicamente e culturalmente la città di Rio de Janeiro è suddivisa in quattro grandi zone: la residenziale Zona Nord, la turistica e ricca Zona Sud, la Zona Ovest e il Centro. Le zone corrispondono a una prima suddivisione del territorio avvenuta sulla base dell'espansione urbanistica. Dall'originale centro storico, che in realtà si trova al limite più orientale della città e si affaccia sulla baia di Guanabara, la città si è espansa verso sud con la nascita dei quartieri più ricchi a ridosso delle rinomate spiagge sull'oceano e delimitati a nord dalla foresta di Tijuca, e verso nord e verso ovest con la nascita di quartieri residenziali e industriali che urbanisticamente si sono ormai espansi oltre i confini municipali.
Il municipio è amministrativamente e politicamente suddiviso in 33 regioni amministrative (in portoghese: regiões administrativas) che fanno capo a nove subprefetture (in portoghese: subprefeituras).
Geograficamente la città è suddivisa in 166 quartieri (in portoghese: bairros) che non hanno funzioni amministrative. A questi si aggiungono altri bairros storici che hanno ormai solo una valenza toponomastica. Inoltre il territorio di Rio de Janeiro è suddiviso a scopo urbanistico in cinque aree di sviluppo (in portoghese: área de planejamento).
Intorno alla città è sorta una vasta area metropolitana fittamente urbanizzata che costituisce la Regione Metropolitana di Rio de Janeiro che conta oltre 11 milioni di abitanti e che comprende gran parte dei comuni limitrofi alla capitale carioca. Da un punto di vista statistico Rio de Janeiro appartiene alla Microregione di Rio de Janeiro e che a sua volta fa parte della mesoregione denominata Metropolitana di Rio de Janeiro.

### Centro

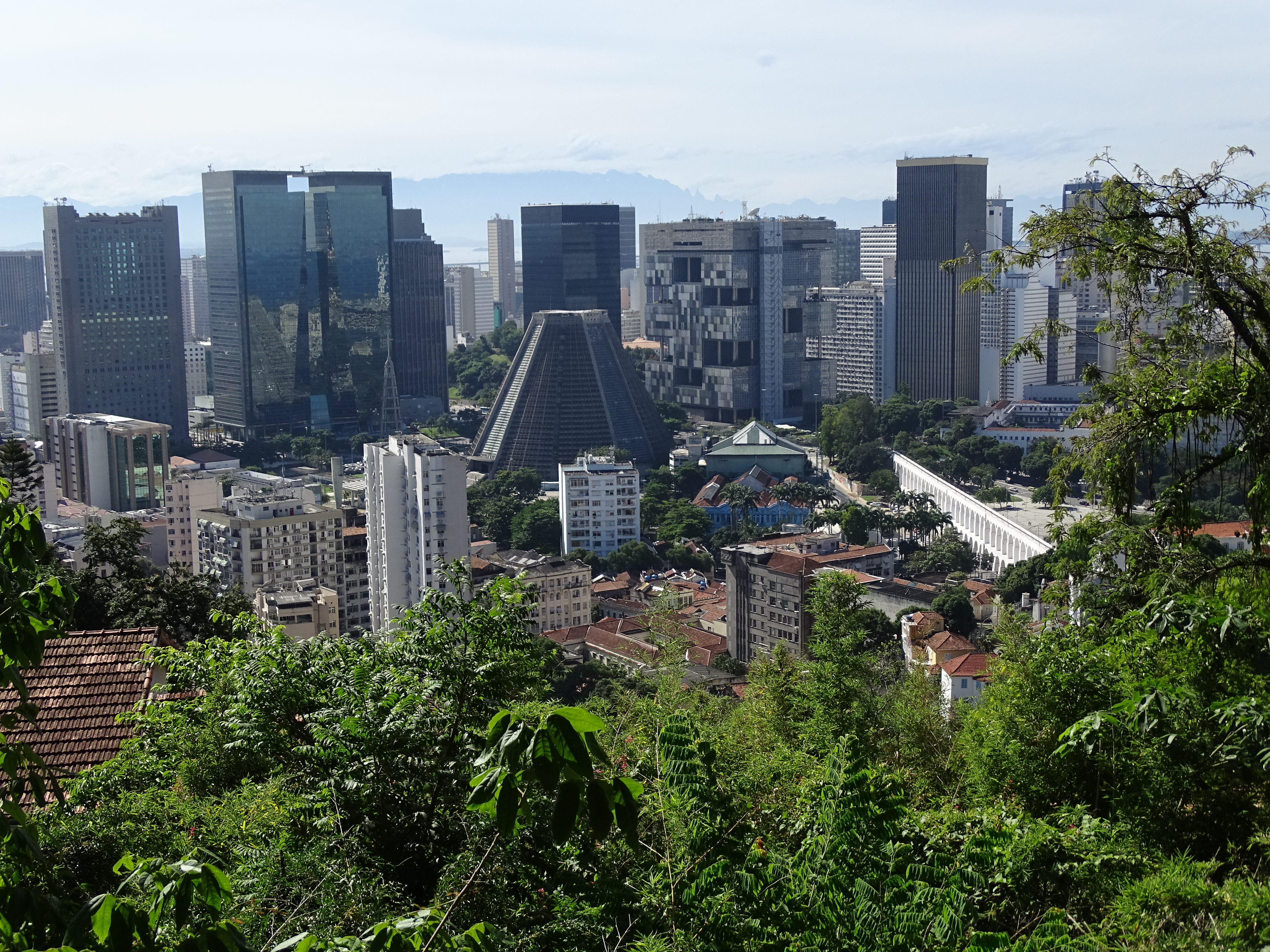
Zona Central

Quartieri: Bairro Imperial Centro do Rio de Janeiro, Bairro Imperial de São Cristóvão, Benfica, Caju, Catumbi, Cidade Nova, Estácio, Gamboa, Lapa, Mangueira, Paquetá, Rio Comprido, Santa Teresa, Santo Cristo, Saúde e Vasco da Gama.
Centro è la parte storica della città e costituisce il nucleo originario su cui si è sviluppata. Tra i luoghi di interesse si trovano la chiesa della Candelaria e la Cattedrale in stile moderno, il Teatro municipale e diversi musei. Il Centro rimane il cuore della comunità finanziaria della città. Il "Bonde", un tram giallo, parte da una stazione del centro nei pressi della nuova Cattedrale, attraversa l'ex acquedotto in stile romano - l'"Arcos da Lapa" costruito nel 1750 e convertito in un viadotto tranviario nel 1896 - e corre lungo le strade in pendenza del vicino sobborgo di Santa Teresa.
Ospita alcuni edifici di epoca coloniale, come il Solar do Visconde de São Lourenço.

### Zona Sud

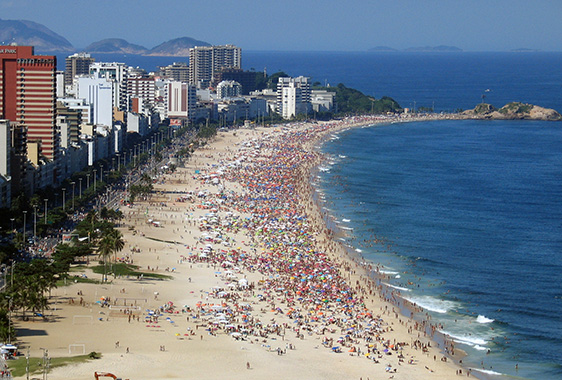
La spiaggia di Ipanema

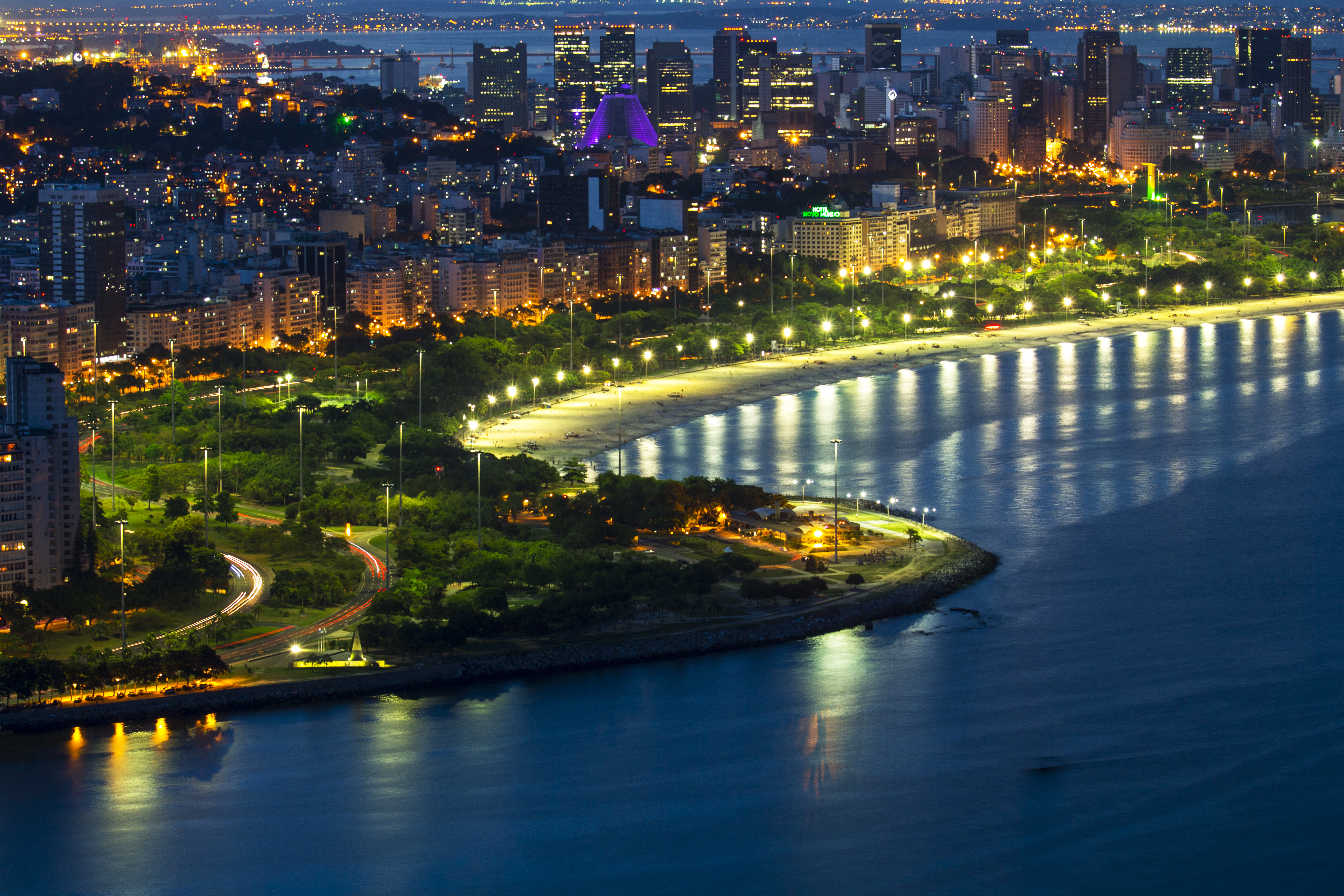
Aterro do Flamengo

Quartieri: Botafogo, Catete, Copacabana, Cosme Velho, Flamengo, Gávea, Glória, Humaitá, Ipanema, Jardim Botânico, Lagoa, Laranjeiras, Leblon, Leme, Rocinha, São Conrado, Urca e Vidigal.
Arpoador, Botafogo, Copacabana, Flamengo, Ipanema, Leblon, Leme e São Conrado compongono la famosa linea costiera di Rio.

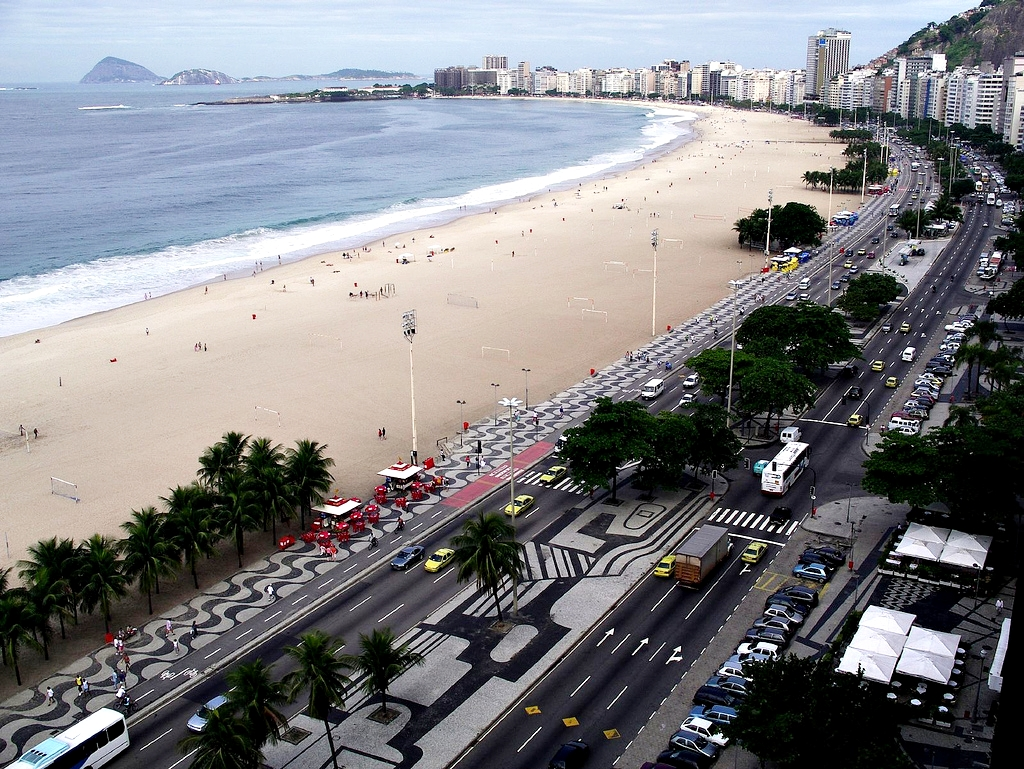
Copacabana di giorno

Il quartiere di Flamengo è caratterizzato dalla perfetta integrazione della viabilità cittadina con il parco. Il grande parco è infatti intersecato dalle strade che portano nelle due direzioni verso il quartiere di Botafogo e poi Copacabana, Ipanema e così via e dall'altra parte verso Catete e Cinelandia.
Il quartiere della spiaggia di Copacabana ostenta una delle più spettacolari feste di Capodanno del mondo, con più di due milioni di festeggianti che si affollano sulla sabbia per guardare i fuochi d'artificio. I fuochi vengono sparati da barche in acqua, per garantire la sicurezza dell'evento.
Oltrepassando Copacabana e Leme, nel quartiere di Urca si trova il Pan di Zucchero, il cui nome caratterizza la famosa gobba che si erge dal mare. La cima può essere raggiunta con una funivia accessibile dal colle di Urca (Morro da Urca), e offre una vista seconda solo a quella del Corcovado.
La più alta montagna della città comunque, con 842 metri, è la Pedra da Gávea di São Conrado. Il deltaplano è un'attività popolare su questo picco. Dopo un breve volo si atterra alla Praia do Pepino a São Conrado.

### Zona Nord

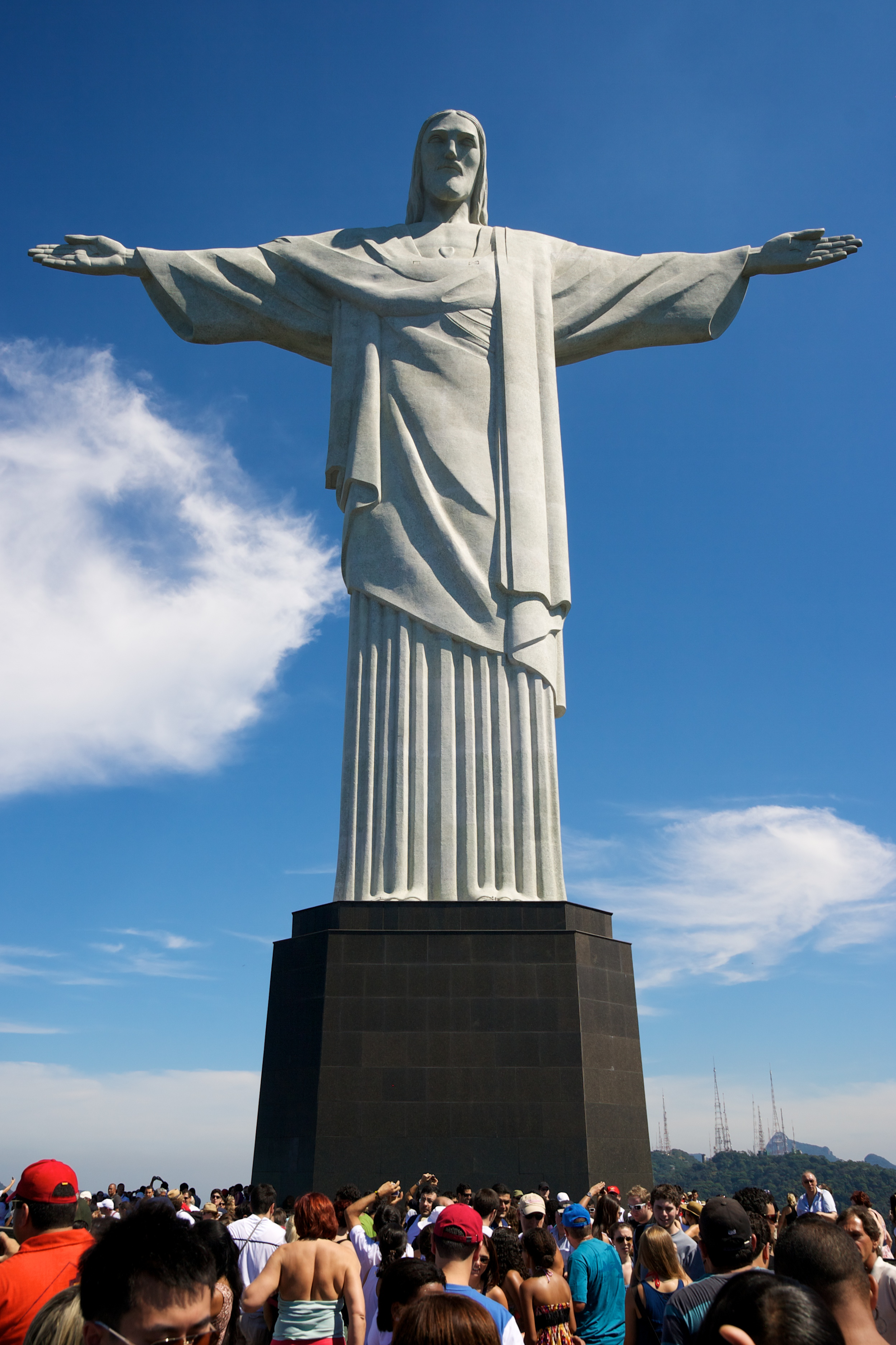
Statua del Cristo Redentore

Quartieri: Abolição, Acari, Água Santa, Alto da Boa Vista, Anchieta, Andaraí, Argentino, Bancários, Barros Filho, Bento Ribeiro, Bonsucesso, Braz de Pina, Cachambi, Cacuia, Campinho, Cascadura, Cavalcanti, Cidade Universitária, Cocotá, Coelho Neto, Colégio, Complexo do Alemão, Cordovil, Costa Barros, Del Castilho, Encantado, Engenheiro Leal, Engenho da Rainha, Engenho de Dentro, Engenho Novo, Freguesia (Ilha do Governador), Galeão, Grajaú, Guadalupe, Higienópolis, Honório Gurgel, Inhaúma, Irajá, Jacaré, Jacarezinho, Jardim América, Jardim Carioca, Jardim Guanabara, Lins de Vasconcelos, Madureira, Manguinhos, Maracanã, Maré, Marechal Hermes, Maria da Graça, Méier, Moneró, Olaria, Oswaldo Cruz, Parada de Lucas, Parque Anchieta, Parque Colúmbia, Pavuna, Penha, Penha Circular, Piedade, Pilares, Pitangueiras, Portuguesa, Praça da Bandeira, Praia da Bandeira, Quintino Bocaiúva, Ramos, Riachuelo, Ribeira, Ricardo de Albuquerque, Rocha, Rocha Miranda, Sampaio, São Francisco Xavier, Tauá, Tijuca, Todos os Santos, Tomás Coelho, Turiaçu, Vaz Lobo, Vicente de Carvalho, Vigário Geral, Vila da Penha, Vila Isabel, Vila Kosmos, Vista Alegre e Zumbi.
La zona nord di Rio ospita lo stadio Maracanã, Una volta il più grande stadio di calcio del mondo in grado di contenere quasi 200 000 persone. Di recente la capacità è stata ridotta per conformarsi alle moderne regole di sicurezza e con l'introduzione dei soli posti a sedere. Dopo il suo ammodernamento la capienza è stata ridotta a 80 000 posti e ha ospitato la finale della Coppa del Mondo di calcio del 2014. Il Maracanã è stato la sede delle cerimonie di apertura e chiusura e degli incontri di calcio per i Giochi Panamericani del 2007.
Dal 1961 la Foresta di Tijuca è parco nazionale ed è considerata una delle foreste urbane più grandi al mondo.

### Zona Ovest
Quartieri: Anil, Bairro Imperial de Santa Cruz, Bangu, Barra da Tijuca, Barra de Guaratiba, Barra Olímpica, Camorim, Campo dos Afonsos, Campo Grande, Cidade de Deus, Cosmos, Curicica, Deodoro, Freguesia (Jacarepaguá), Gardênia Azul, Gericinó, Grumari, Guaratiba, Ilha de Guaratiba, Inhoaíba, Itanhangá, Jabour, Jacarepaguá, Jardim Sulacap, Joá, Magalhães Bastos, Paciência, Padre Miguel, Pechincha, Pedra de Guaratiba, Praça Seca, Realengo, Recreio dos Bandeirantes, Santíssimo, Senador Camará, Senador Vasconcelos, Sepetiba, Tanque, Taquara, Vargem Grande, Vargem Pequena, Vila Kennedy, Vila Militar e Vila Valqueire.
La zona ovest è la regione metropolitana più distante dal centro di Rio de Janeiro. Comprende, tra gli altri, i bairros Barra da Tijuca (comunemente denominato "Barra"), Recreio dos Banderantes (comunemente denominato "Recreio"), Jacarepaguá, Campo Grande, Santa Cruz, Sepetiba e Bangu. Barra e Recreio sono aree a sviluppo accelerato, che attragono principalmente la parte più ricca della popolazione, mentre i distretti confinanti della zona ovest rivelano nette differenze tra classi sociali. La zona è dotata di aree industriali, ma rimangono ancora delle aree agricole. Oltre ai quartieri di Barra, Recreio e Jacarepaguá, un altro quartiere che ha mostrato una buona crescita economica è quello di Campo Grande. Alcuni degli eventi sportivi dei giochi panamericani del 2007 si sono svolti nel Centro Sportivo Miécimo da Silva, soprannominato Ginnasio "Algodão", e altri nello Stadio Ítalo Del Cima, a Campo Grande.

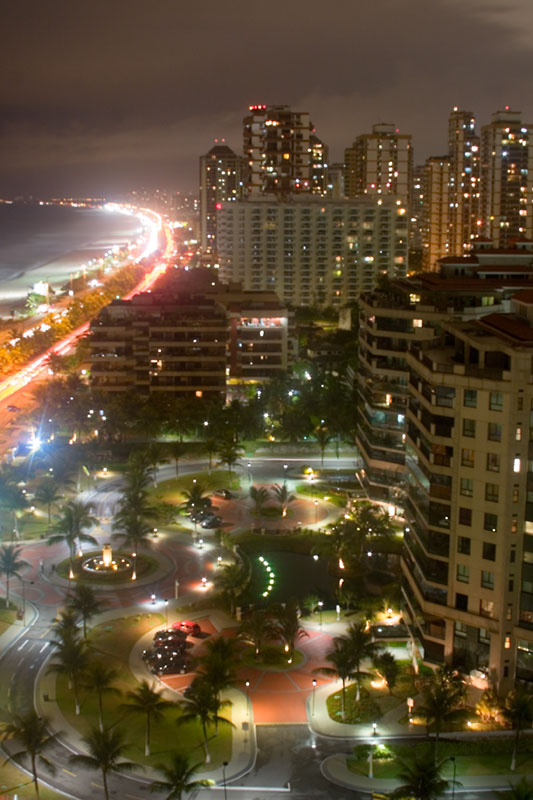
Barra da Tijuca

### Lefavelas

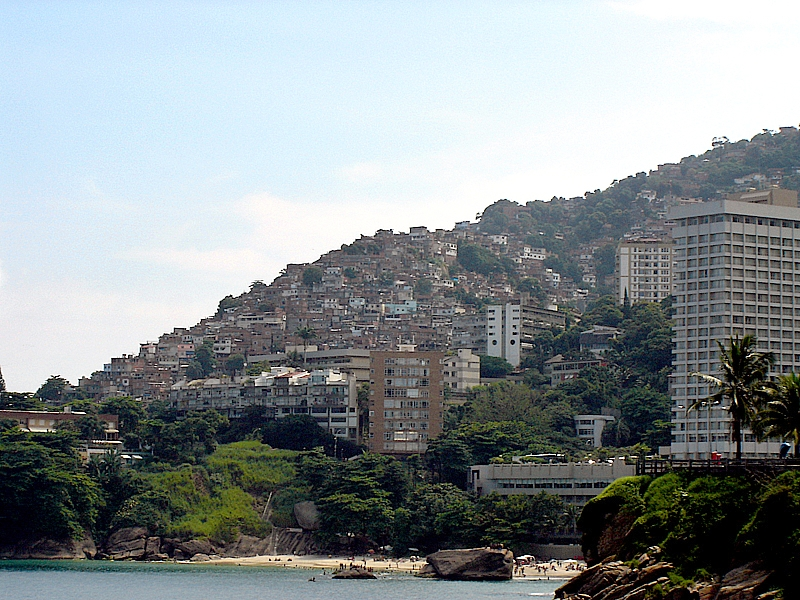
La favela di Vidigal a Rio, vicino al quartiere di Leblon

Rio è una città di contrasti, e anche se gran parte della città si può affiancare alle più moderne metropoli del mondo, una percentuale significativa dei 13 milioni di abitanti di Rio vive ancora in zone estremamente povere. Le peggiori di queste sono le baraccopoli note come favelas, spesso addossate sui fianchi delle colline, dove è difficile costruire edifici robusti, e gli smottamenti, provocati principalmente dalle piogge intense, sono frequenti. Le favelas sono afflitte dalla diffusione dei crimini legati alla droga, dalle lotte tra bande e da altri problemi sociali legati alla povertà. La Favela da Rocinha è la più grande dell'America Latina.

## Economia
La città di Rio è la seconda più grande città del Brasile e il secondo centro economico del paese, dopo San Paolo. A pochi chilometri dalla città si concentrano alcune tra le maggiori riserve di petrolio brasiliane e la città è specializzata nei settori della metallurgia, dell'acciaio, della meccanica, della chimica, degli alimentari, della carta, dell'estrazione dei minerali e della cantieristica.
Rio de Janeiro è inoltre la principale destinazione turistica del paese, attraendo sia turisti stranieri sia brasiliani, e quindi il settore turistico è molto più sviluppato che in qualsiasi altro centro brasiliano.
Rio infine è la sede di alcuni dei maggiori network televisivi e società di produzione cinematografica e musicale, tra cui il più grande gruppo mediatico del paese (Rede Globo), quindi la maggior parte delle produzioni televisive del paese si concentrano nella città di Rio.

## Infrastrutture e trasporti
Oltre che da una rete di autobus, molto capillare, la città è servita da una rete tranviaria e da una metropolitana composta da tre linee, aperta nel 1979; mentre i collegamenti con la regione metropolitana, sono assicurati da una rete ferroviaria locale.

Trasporti di Rio de Janeiro

### Aeroporti
- Aeroporto Internazionale di Rio de Janeiro-Galeão;
- Aeroporto Regionale Santos Dumont;
- Aeroporto di Rio de Janeiro-Jacarepaguà.

### Stazioni ferroviarie
La principale stazione ferroviaria della città è la Stazione di Central do Brasil.

### Porto

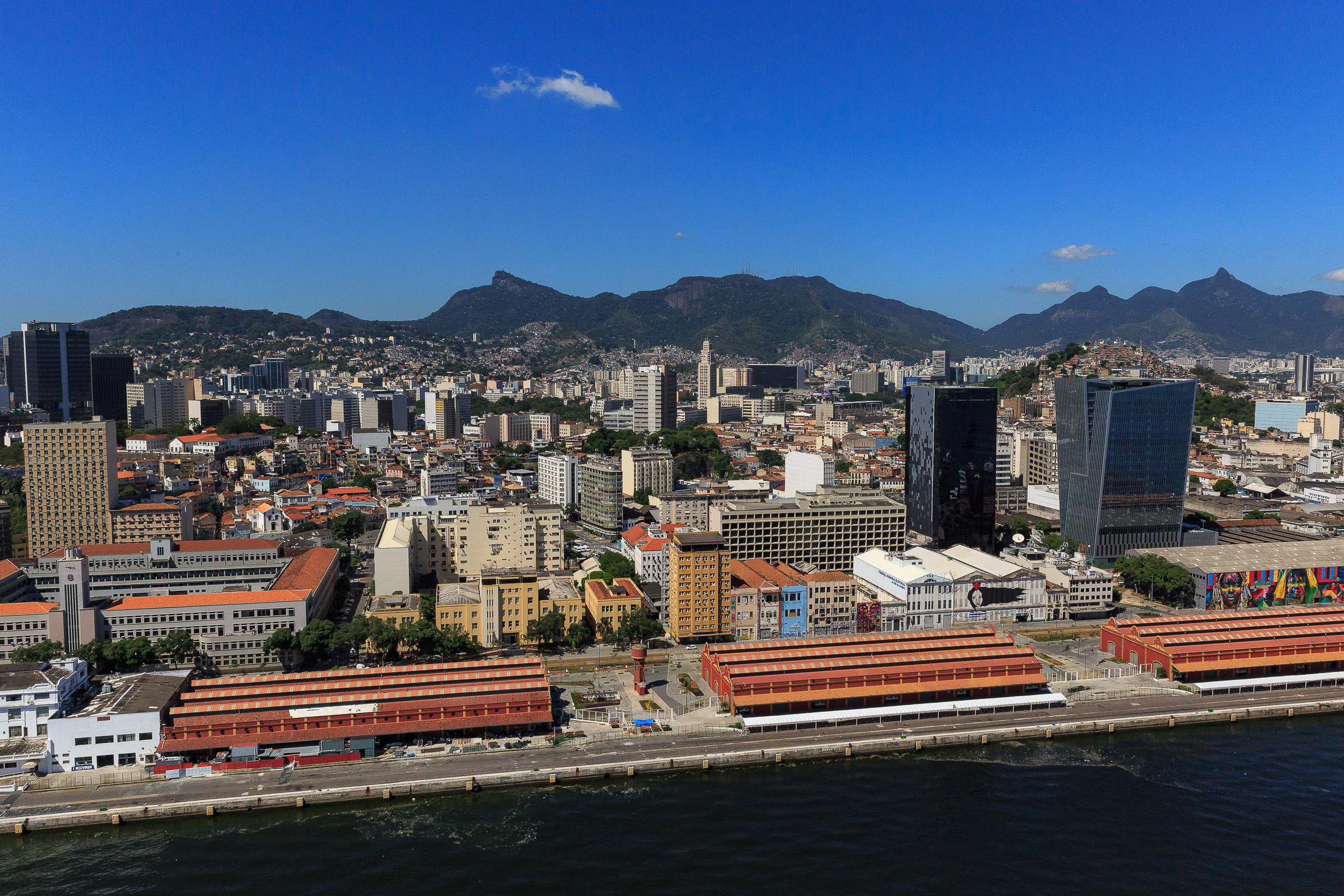
Píer Mauá

Il porto di Rio de Janeiro è il terzo porto più trafficato del Brasile in termini di volume di carico ed è il centro per le navi da crociera. Situato sulla costa occidentale della baia di Guanabara, serve gli Stati di Rio de Janeiro, San Paolo, Minas Gerais ed Espírito Santo.
Il porto è gestito da Companhia Docas de Rio de Janeiro. Il porto di Rio de Janeiro copre il territorio dal molo di Mauá a est fino al molo degli anacardi a nord. Il porto di Rio de Janeiro contiene quasi settemila metri di pontile continuo e un molo di 883 metri. La Companhia Docas de Rio de Janeiro amministra direttamente il molo del terminal merci generale di Gamboa; il terminal del grano ha due magazzini in grado di spostare 300 tonnellate di cereali; il General Load Terminal presenta due magazzini per oltre 20 000 metri quadrati; e nei moli di Are Cristovao ci sono i terminal per il grano e la massa liquida.
Presso il Wharf di Gamboa, i locatari gestiscono terminali per prodotti di zucchero, carta, ferro e acciaio. I gestori al molo di Cashew operano sui terminal per carichi roll-on / roll-off, container e rinfuse liquide. Nel 2004 il porto di Rio de Janeiro ha movimentato oltre sette milioni di tonnellate di merci su quasi 1 700 navi. Nel 2004 il porto di Rio de Janeiro ha movimentato oltre due milioni di tonnellate di merci containerizzate in quasi 171 000 TEU. Il porto gestiva 852 000 tonnellate di grano, oltre 1,8 milioni di tonnellate di ferro e acciaio, oltre un milione di tonnellate di merci alla rinfusa liquide, quasi 830 000 tonnellate di rinfuse solide, oltre cinquemila tonnellate di merci in carta e oltre 78 000 veicoli. Nel 2003, oltre 91 000 passeggeri hanno attraversato il porto di Rio Janeiro su 83 navi da crociera.

## Amministrazione

### Gemellaggi
Rio de Janeiro è gemellata con:
| - Batangas - Città del Messico - Tunisi - Durban - Istanbul, dal 1965 - Kobe, dal 1969 - Pechino, dal 1980 - Barcellona, dal 1972 - Madrid, dal 1982 - Santa Cruz de Tenerife, dal 1984 - San Pietroburgo, dal 1986 - Nantes, dal 1994 - Buenos Aires, dal 1996 - Varsavia, dal 1997 - Santo Tirso, dal 2000 | - Managua, dal 2001 - Miami, dal 2001 - Ramallah, dal 2002 - Oklahoma City, dal 2003 - Liverpool, dal 2004 - Seul, dal 2005 - Tokyo - Caracas, dal 2005 - Vila Nova de Gaia, dal 2006 - Puerto Varas, dal 2007 - Montpellier, dal 2008 - Lagos, dal 2009 - Teresópolis - Niterói - Lisbona - Cabo Frio |

## Sport
Nel 2007 Rio de Janeiro ha ospitato i giochi panamericani, inoltre nel 2014 è stata una delle città chiave del progetto per i mondiali di calcio. Rio de Janeiro ha ospitato la XXXI Olimpiade dal 5 al 21 agosto 2016. È stata la prima volta che una città dell'America del Sud ospitò i Giochi olimpici. Apertura e chiusura si sono svolte al Maracanà.

### Calcio
Rio de Janeiro ospita quattro tradizionali squadre di calcio brasiliane: Flamengo, Botafogo, Fluminense e Vasco da Gama. Oltre a quelle di prima divisione e di notevole tradizione ospita anche squadre minori come il Ceres Futebol Clube.
Nel 2014, inoltre, lo stadio Maracanã ha ospitato alcune partite dei Mondiali di calcio, tra cui la finale.

## Galleria d'immagini

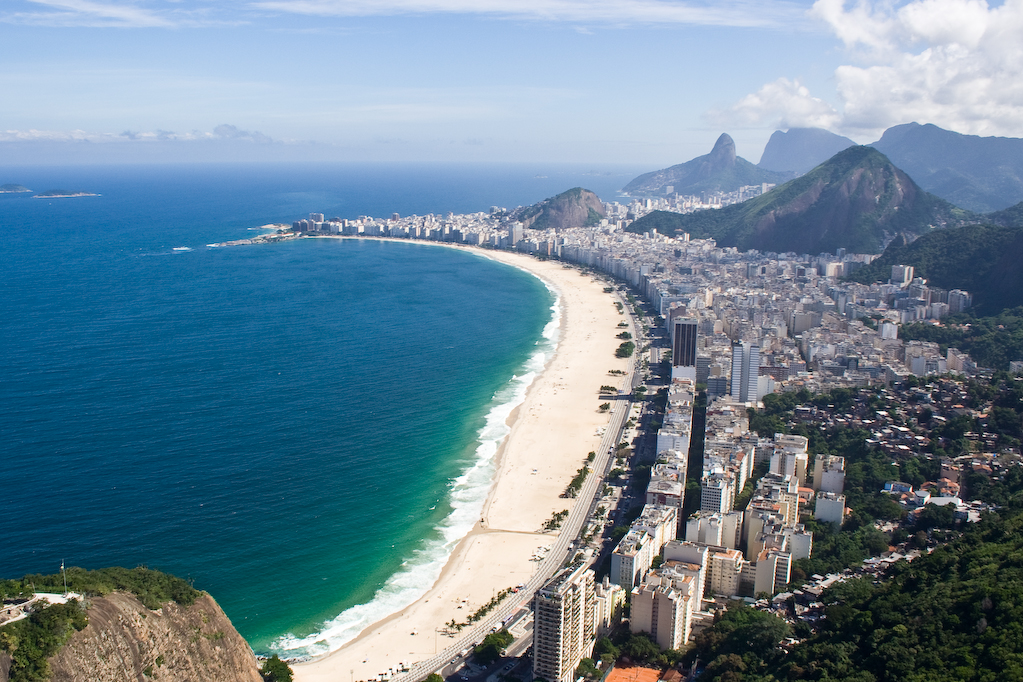
Copacabana
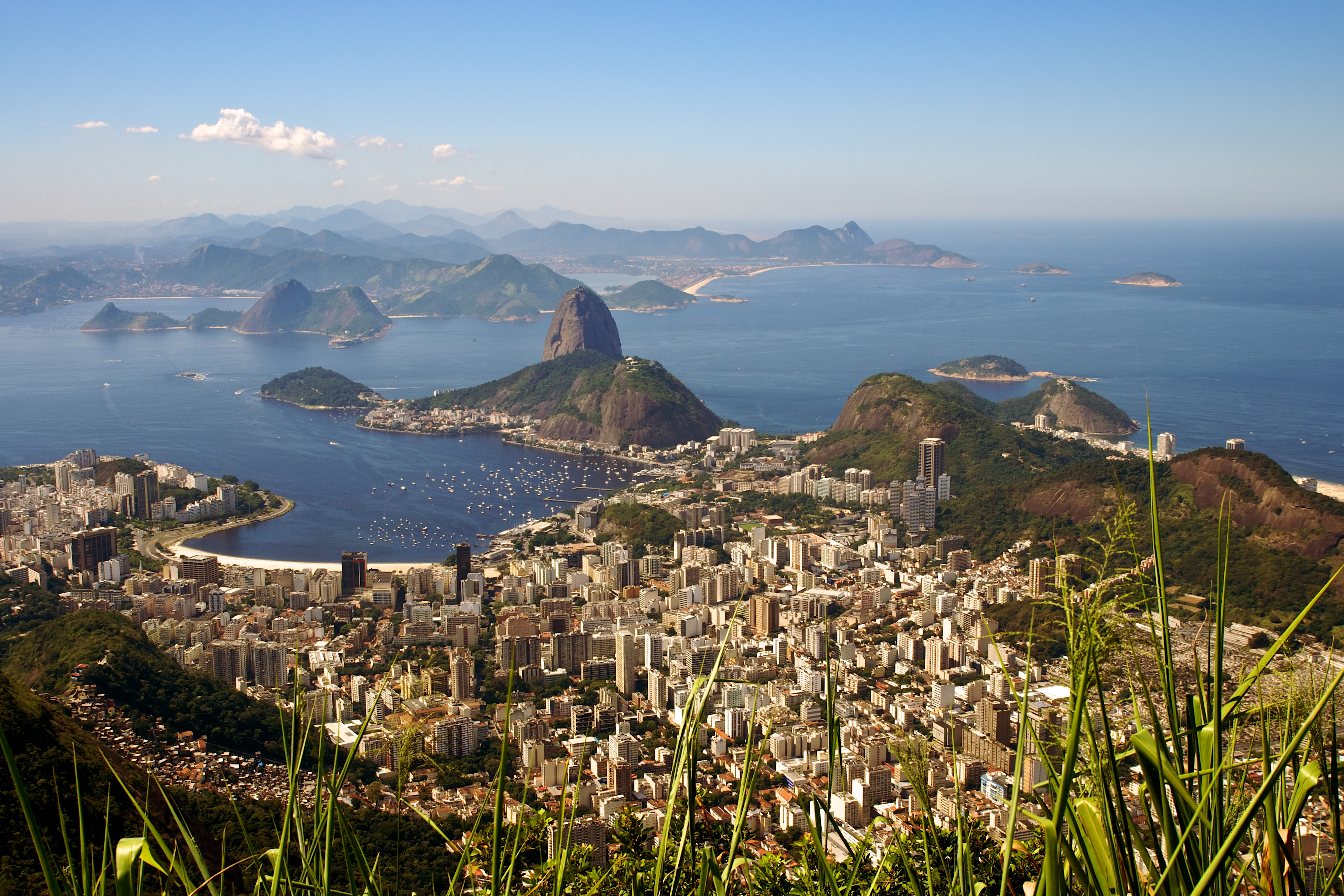
Botafogo
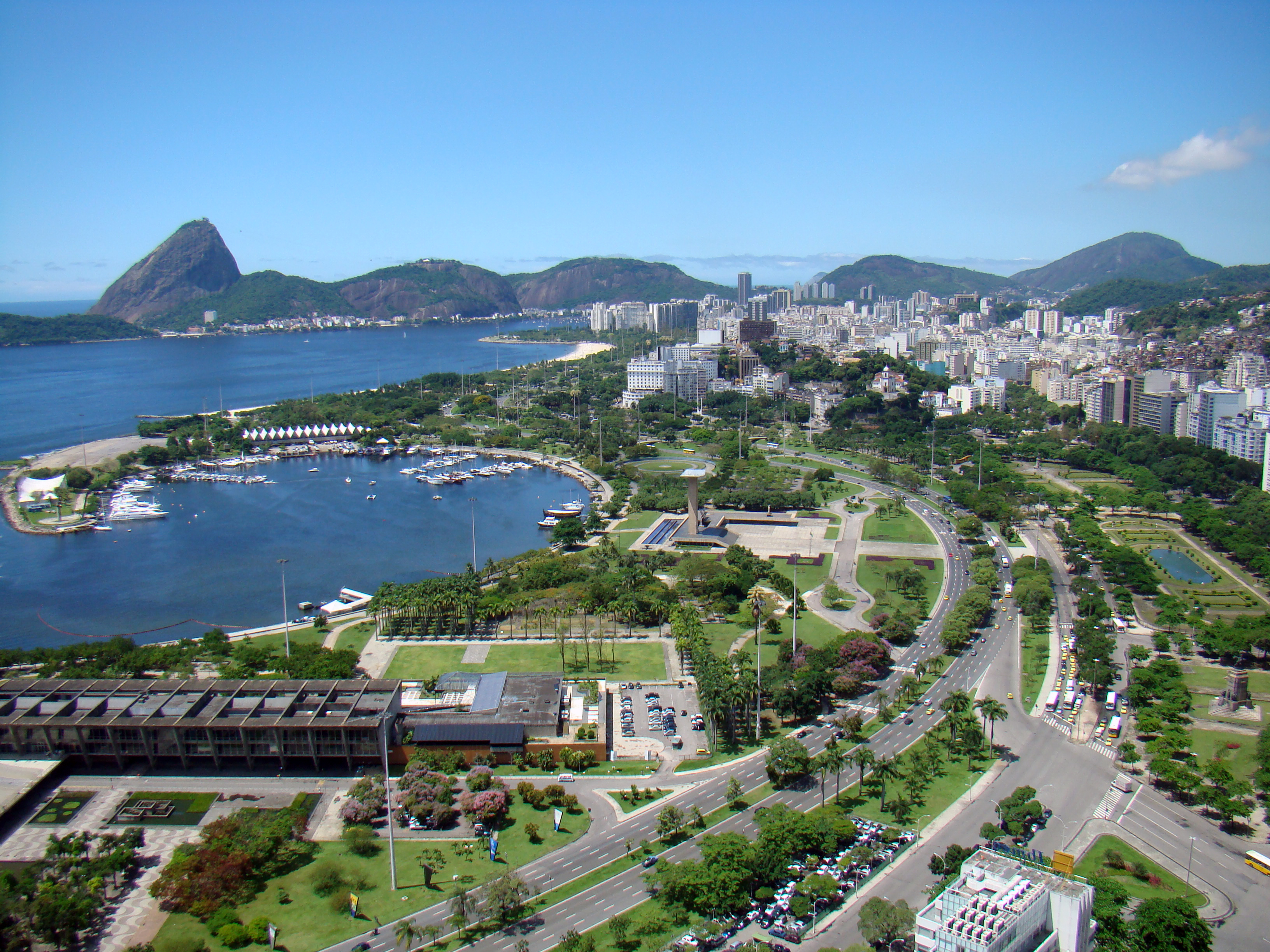
Marina da Glória
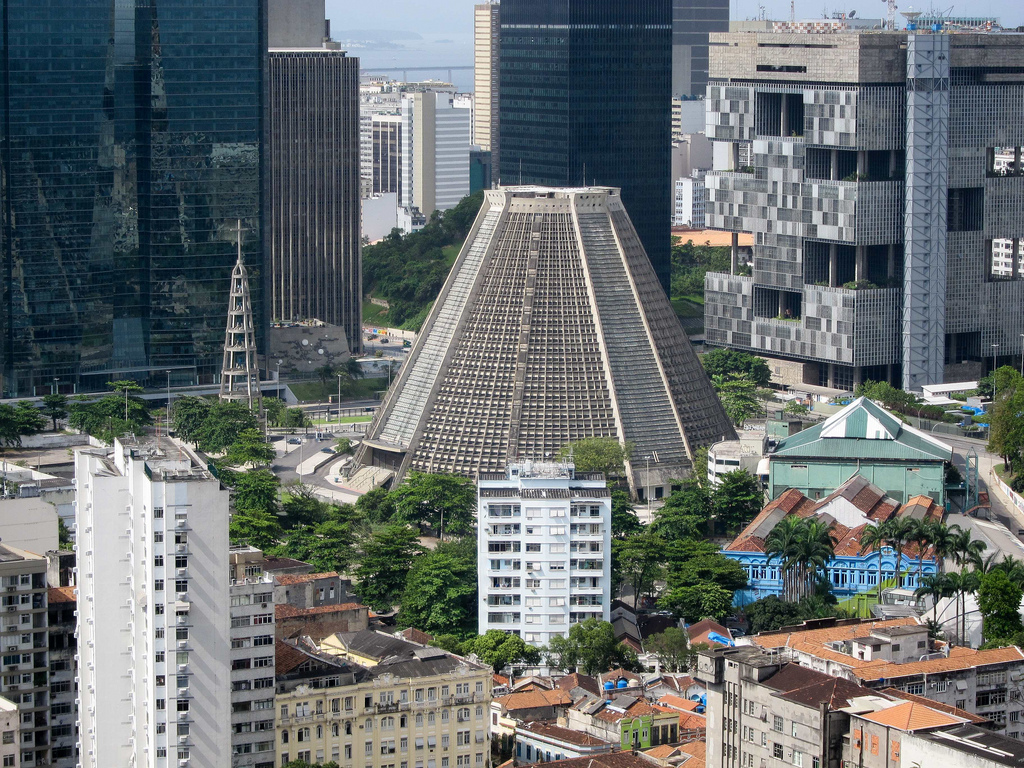
Centro, in primo piano la Cattedrale di Rio de Janeiro
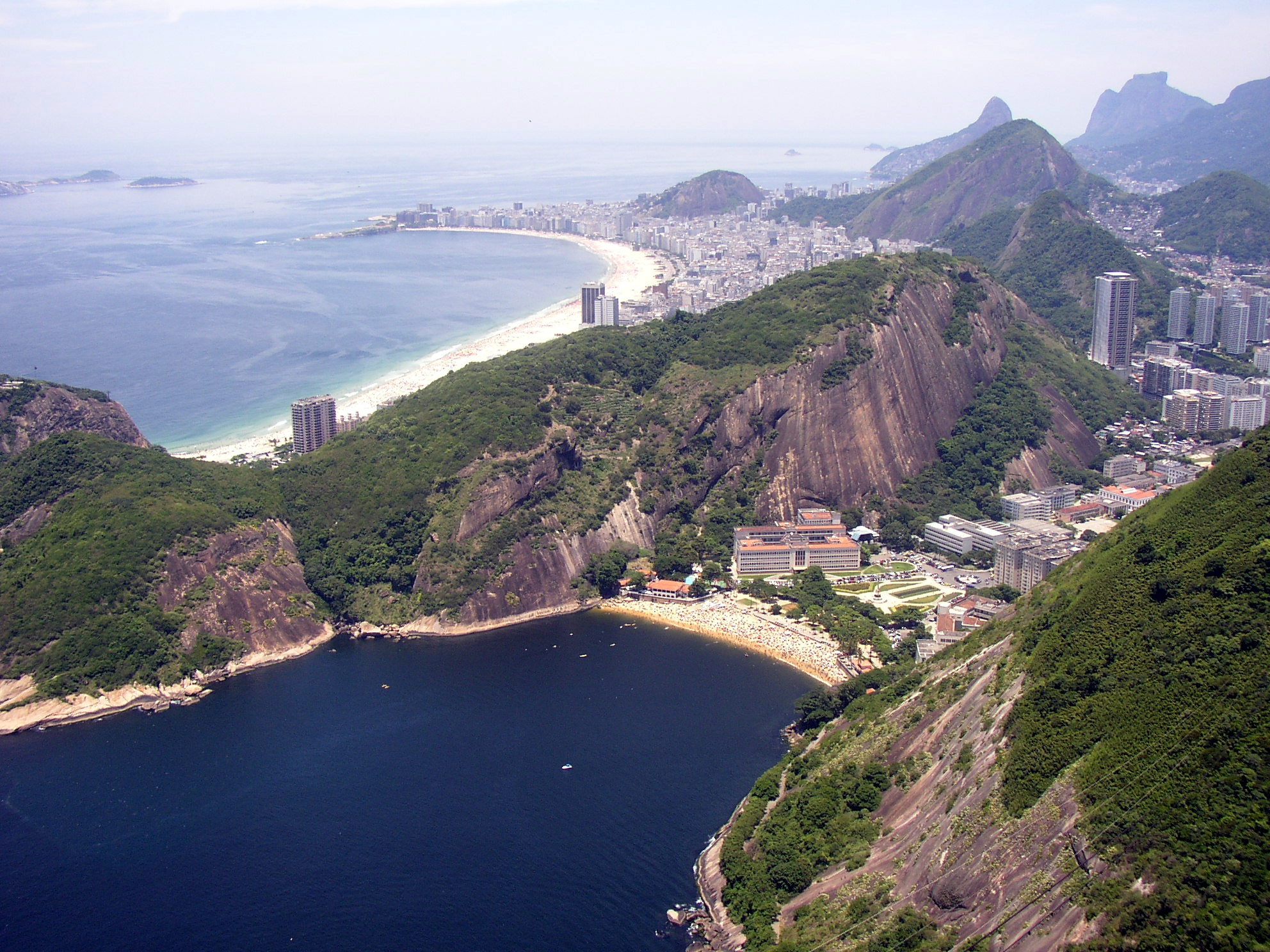
La vista verso Copacabana dalla cima del Pan di Zucchero
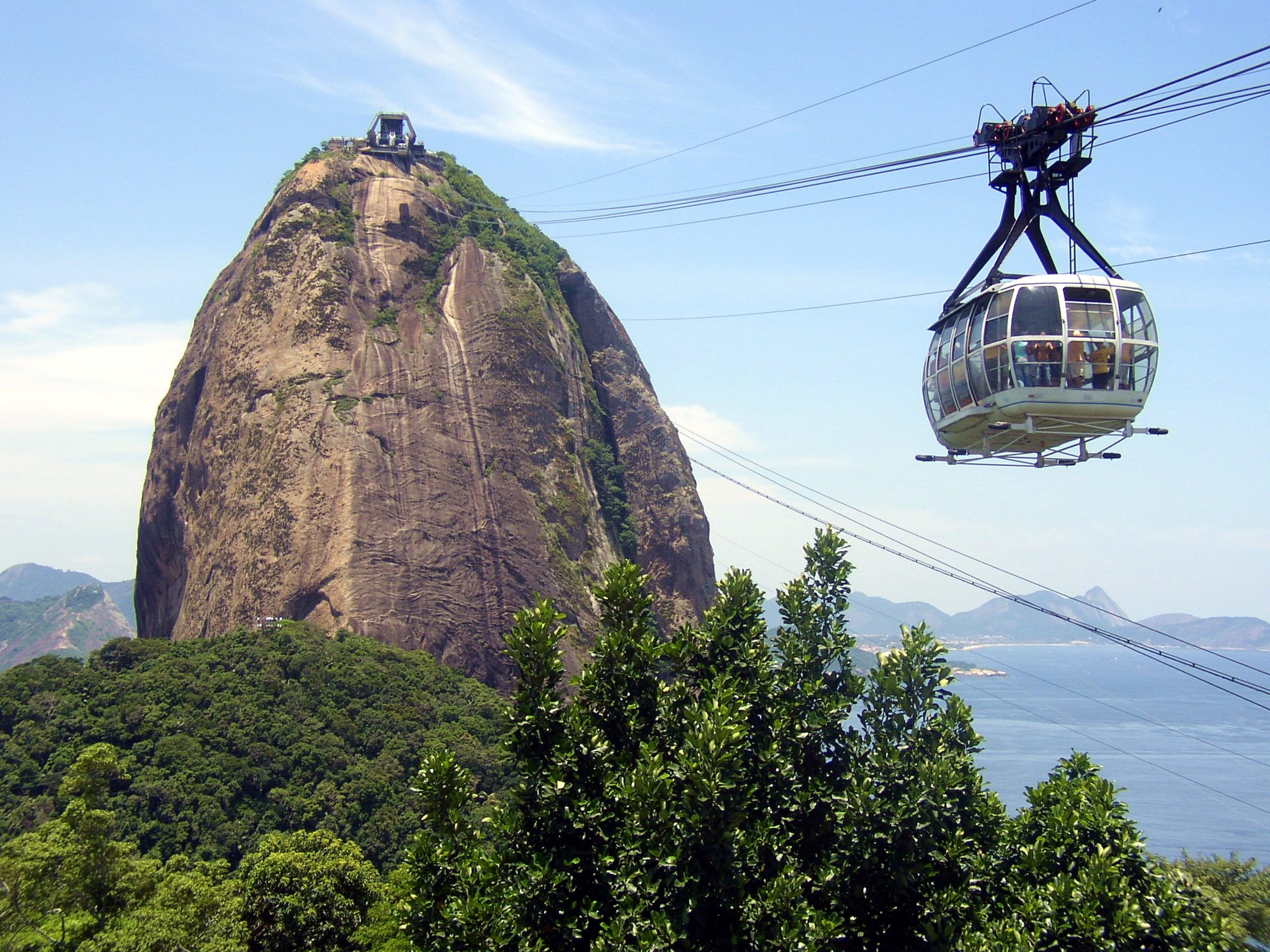
La funivia che sale al Pan di Zucchero
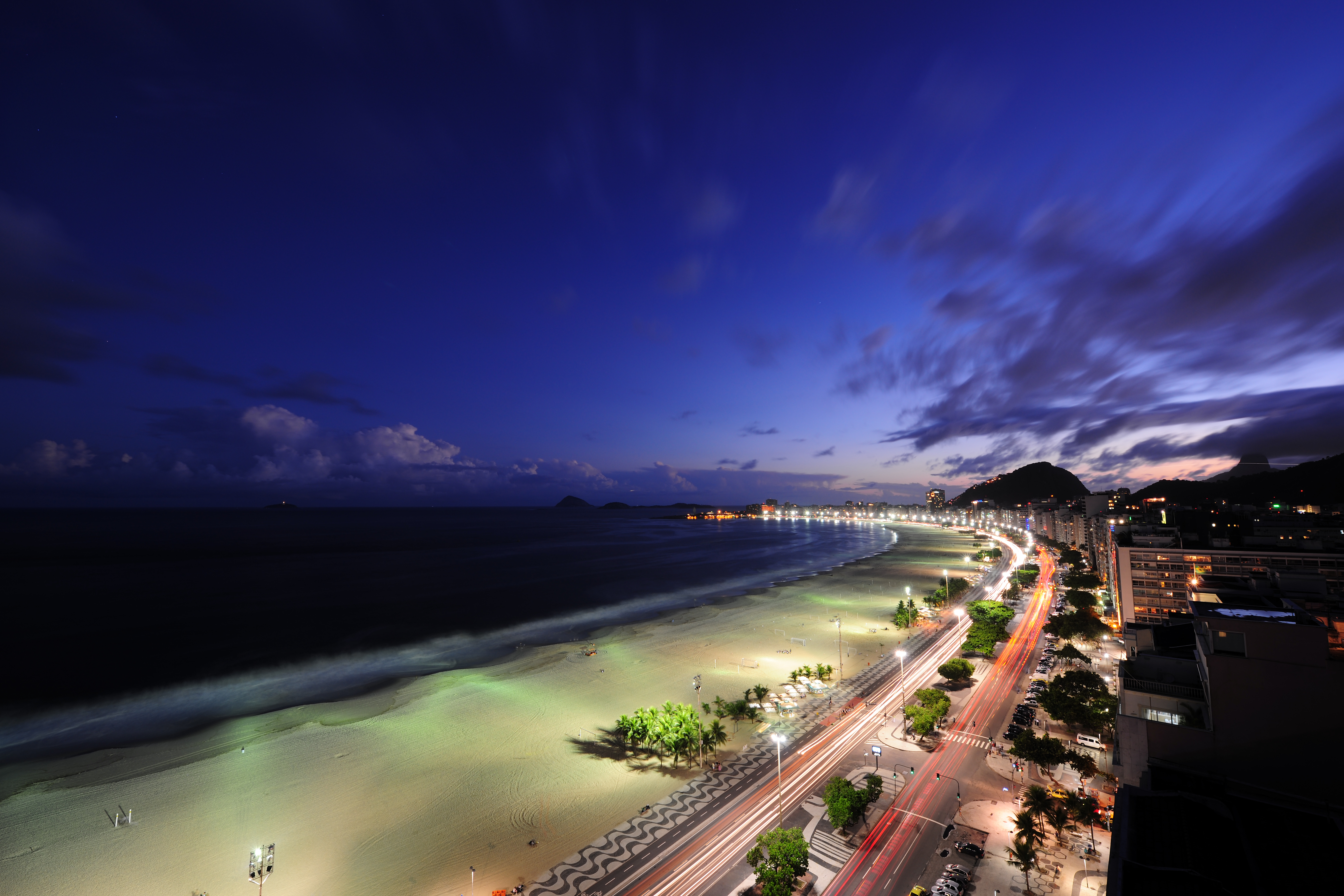
Copacabana notturna
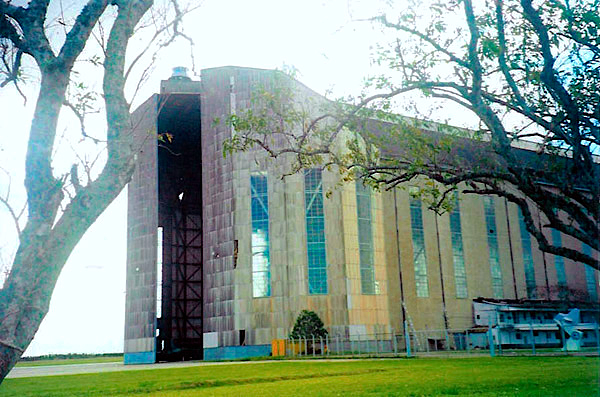
Santa Cruz